# Осман Тепе
Осман Тепе — ранненеолитическое поселение близ села Кюкю (en:Kükü) в Шахбузском районе Нахичеванской Автономной Республики.
В результате исследований археологических памятников Южного Кавказа, в том числе и Азербайджана, найдены памятники относящиеся к различным периодам каменного века, начиная с нижнего палеолита до неолита. При этом эпоха мезолита и переходный период от мезолита к неолиту не изучены должным образом. В настоящее время материально-культурные остатки эпохи неолита представлены памятниками культуры Шомутепе-Шулавери и культуры Кюльтепе. Самым древним памятником керамического неолита является поселение Кюльтепе в Нахчыване. Исследования показывают, что жизнь в этом поселении началась во второй половине VII тысячелетия до н. э.. Однако, до сих пор на территории Южного Кавказа памятники докерамического неолита остаются малоизученными.
В настоящее время эпоха неолита на Южном Кавказе представлена только памятниками керамического неолита. Поэтому в среде археологов-кавказоведов появились две противоположные друг другу теории. Некоторые исследователи, основываясь на малочисленных находках, предполагают, что неолит Южного Кавказа имеет местные корни. Другие выдвигают мнения о привозном характере керамического неолита, ссылаясь на то, что в Южном Кавказе производящая экономика представлена в готовом виде, так как исследования показывают, что в керамическом неолите основные отрасли земледелия и скотоводства уже формировались.
Попытки некоторых исследователей связать памятники керамического неолита с культурами мезолита также не решили проблемы. При этом в определенной степени привлекают внимания новые находки, выявленные на поселении Осман Тепе, которые позволяют заполнить пробел, существующий в изучении докерамического неолита  Южного Кавказа.

## Археологические материалы
С помощью исследований в поселении выявлено более трёхсот обсидиановых орудий труда, которые делят на две группы. Среди них 8 нуклеусов и 159 микролитов. Размеры микролитов колеблятся между 1-2 сантиметра. Нуклеусы по размеру несколько крупнее – размер самого большого 7 см. Выявленные нуклеусы имеют различную форму. Имеются также необработанные ядра. При этом три из этих нуклеусов имеют призматическую, а три пирамидальную форму. Почти все нуклеусы истощены из-за скалывания.

## Поселение Осман Тепе
Осман Тепе расположено на высоте 2400 м над уровнем моря, вблизи села Кюкю Шахбузского района. Поселение в настоящее время расположено на берегу искусственного озера и отчасти осталось под водой. Ввиду того, что здесь существуют многочисленные многоводные родники, окружающая местность  в настоящее время используется как кочевье. Для скопления воды от этих родников в 1865 году уездным начальником Шан Гиреем была построена плотина и создано водохранилище Канлыгел. Во время строительства плотины часть поселения разрушилась, а часть осталась под водой. По всей видимости, в древнее время поселение было расположено вблизи родника. Открытию поселения послужили многочисленные обсидиановые находки. Эта местность была осмотрена поверхностно в 2019—2020 годах. В результате разведочных работ собраны многочисленные орудия труда из обсидиана и незначительное количество фрагментов керамических изделий.
Во время разведок выявлены также остатки одного очага. Этот очаг, вырытый в земле, имел круглую форму и был обмазан глиняным раствором. На внутренней части очага выявлены остатки серой золы и древесного угля. Большинство находок составляют орудия труда из обсидиана.
Исследования уточнили также место расположения древнего поселка. Выяснено, что поселение полностью не разрушено и в нем сохранились остатки полуземлянок. На внутренней части этих землянок также находились обсидиановые отщепы. В результате смывания поселения водами озера на берегу образовался разрез культурного слоя. Часть разреза была очищена и прорисована. В результате чистки выявились тонкие прослойки с остатками золы, древесного угля и обсидиана. Эти прослойки, которые сменяли друг друга, отличались также по цвету. Несомненно, что эти прослойки образовались в результате разновременных поселений древних людей.

## Оценка полученных результатов
Большинство археологических материалов представлено обсидиановыми изделиями. При этом орудия первой группы в основном представлены скребками, а во второй группе ассортимент орудий расширяется, появляются разнообразные экземпляры, в том числе и вкладыши серпов. Исследования показывают, что некоторые орудия труда были многофункциональными. Аналогичные орудия находят в различных памятниках эпохи мезолита и раннего неолита. При этом скребки с короткими черенками, которые не имеют, аналогов среди поздненеолитического инвентаря поселений Южного Кавказа указывают на древний возраст поселения. На основе типологического анализа орудий труда можно сказать, что в занятиях древних поселенцев большое место занимало скотоводство и собирательство. Однако вкладыши серпов и керамические изделия уже говорят о существовании производящего хозяйства.
Исследование поселения Осман Тепе позволяет также уточнить пути передвижения древних поселенцев Нахчывана к обсидиановым ресурсам. Однако следы использования на орудиях труда, которые подтверждаются также микроскопическим исследованием, показывают, что это поселение имело не только переходное значение для добычи обсидиана, древние люди также жили здесь в определенное время года.
Об этом говорит также скопление культурного слоя. Учитывая расположение поселения на высокогорной местности с холодным климатом можно предположить, что Осман Тепе было сезонным поселением. Керамические изделия представлены в малом количестве и маленькими фрагментами, что говорит о только зарождающемся этапе керамического неолита, на что указывает также состав обсидиановых орудий. Это позволят датировать возраст поселения примерно 9500-7500 гг. до н.э.
Материалы поселения Осман Тепе отражают переходной период от мезолита к раннему неолиту. Исследование показывают, что при изготовлении обсидиановых орудий в основном использованы обсидиановые залежи Гегхасара (Гегамский хребет) и Зангезура, что по мнению исследователей отрицает привозной характер древних культур Южного Кавказа, в том числе Азербайджана.
Исследования показывают, что жители древнего поселения Осман Тепе стояли на грани перехода к производящему хозяйству. На основе орудий труда можно сделать вывод, что основными занятиями поселенцев была охота, собирательство и животноводство. О существовании земледелия  пока не имеется никаких данных. Типологический анализ орудий поселения указывает на долговременное пребывание здесь людей. 